# Ландекур
Ландеку́р (фр. Landécourt) — коммуна во французском департаменте Мёрт и Мозель региона Лотарингия. Относится к  кантону Байон.	

## География
Ландекур расположен в 28 км к юго-востоку от Нанси. Соседние коммуны: Ламат и Ксермамениль на северо-востоке, Франконвиль на востоке, Моривиллер на юго-востоке, Клайер на юге, Энво на юго-западе, Меонкур на северо-западе.

## Демография
Население коммуны на 2010 год составляло 94 человека.
| 1962 | 1968 | 1975 | 1982 | 1990 | 1999 | 2010 |
| ---- | ---- | ---- | ---- | ---- | ---- | ---- |
| 98   | 83   | 75   | 78   | 76   | 81   | 94   |